# Championnat de France féminin de hockey sur glace 2018-2019
Saison précédente Saison suivante
La saison 2018-2019 est la 33e édition du Championnat de France féminin de hockey sur glace.

## Saison régulière
Dix équipes sont engagées en élite féminine et elles sont divisées en deux poules :
- poule Nord : Gothiques d'Amiens, Jokers de Cergy-Pontoise, Jets d'Évry Viry, Bisons de Neuilly-sur-Marne/St-Ouen, Remparts de Tours
- poule Sud : Aigles de Besançon, Brûleurs de loups de Grenoble, Hockey Féminin 74, Occitanie, PACA

La saison régulière a lieu entre le 30 septembre 2018 et le 3 mars 2019 et les équipes sont regroupées par implantation géographique.
Les points sont attribués de la façon suivante :
- victoire dans le temps règlementaire : 3 points ;
- victoire en prolongation ou aux tirs au but : 2 points ;
- défaite en prolongation ou aux tirs au but : 1 point ;
- défaite dans le temps règlementaire : 0 point.

### Poule Nord
| Résultats (▼dom., ►ext.)                                           | AMI  | CER | ÉVY     | N/S  | TRS     |
| Amiens                                                             |      | 6-0 | 3-5     | 5-0  | 0-1     |
| Cergy-Pontoise                                                     | 2-1  |     | 1-2 Pr. | 9-1  | 4-5 Pr. |
| Évry/Viry                                                          | 3-8  | 3-2 |         | 10-3 | 2-4     |
| Neuilly/St-Ouen                                                    | 3-16 | 1-5 | 3-12    |      | 0-3     |
| Tours                                                              | 4-2  | 3-2 | 3-1     | 11-0 |         |
| - Victoire à domicile - Victoire à l'extérieur - Match non disputé |      |     |         |      |         |

| Clt   | Équipe          | PJ | V | VP | D | DP | BP | BC | Pts |
| ----- | --------------- | -- | - | -- | - | -- | -- | -- | --- |
| +001, | Tours           | 8  | 7 | 1  | 0 | 0  | 34 | 11 | 23  |
| +002, | Évry/Viry       | 8  | 4 | 1  | 3 | 0  | 38 | 27 | 14  |
| +003, | Amiens          | 8  | 4 | 0  | 4 | 0  | 41 | 18 | 12  |
| +004, | Cergy-Pontoise  | 8  | 3 | 0  | 3 | 2  | 25 | 22 | 11  |
| +005, | Neuilly/St-Ouen | 8  | 0 | 0  | 8 | 0  | 11 | 71 | 0   |

- Équipe qualifiée pour la phase finale

### Poule Sud
| Résultats (dom.\ext.)                                              | BES  | GRE  | HF74 | OCC | PACA |
| Besançon                                                           |      | 10-0 | 4-5  | 4-9 | 13-0 |
| Grenoble                                                           | 4-5  |      | 1-2  | 1-7 | 1-3  |
| Hockey Féminin 74                                                  | 4-5  | 7-3  |      | 4-2 | 17-0 |
| Occitanie                                                          | 9-3  | 12-1 | 3-2  |     | 7-2  |
| Provence-Alpes-Côte d'Azur                                         | 0-10 | 2-3  | 0-5  | 0-9 |      |
| - Victoire à domicile - Victoire à l'extérieur - Match non disputé |      |      |      |     |      |

| Clt   | Équipe                     | PJ | V | VP | D | DP | BP | BC | Pts |
| ----- | -------------------------- | -- | - | -- | - | -- | -- | -- | --- |
| +001, | Hockey Féminin 74          | 8  | 7 | 0  | 1 | 0  | 48 | 14 | 21  |
| +002, | Occitanie                  | 8  | 7 | 0  | 1 | 0  | 58 | 17 | 21  |
| +003, | Besançon                   | 8  | 4 | 0  | 4 | 0  | 52 | 34 | 12  |
| +004, | Grenoble                   | 8  | 1 | 0  | 7 | 0  | 12 | 47 | 3   |
| +005, | Provence-Alpes-Côte d'Azur | 8  | 1 | 0  | 7 | 0  | 7  | 65 | 3   |

- Équipe qualifiée pour la phase finale

## Phase finale
Les deux meilleures équipes de chaque poule s'affrontent au sein d'un tournoi final les 22, 23 et 24 mars à Tours.
| Résultats (dom.\ext.)                                              | ÉVY | HF74 | OCC | TRS     |
| Évry/Viry                                                          |     | 4-2  | 5-2 | 2-3 Pr. |
| Hockey Féminin 74                                                  |     |      | 4-3 | 1-2     |
| Occitanie                                                          |     |      |     | 1-3     |
| Tours                                                              |     |      |     |         |
| - Victoire à domicile - Victoire à l'extérieur - Match non disputé |     |      |     |         |

| Clt   | Équipe            | PJ | V | VP | D | DP | BP | BC | Pts |
| ----- | ----------------- | -- | - | -- | - | -- | -- | -- | --- |
| +001, | Tours             | 3  | 2 | 1  | 0 | 0  | 8  | 4  | 8   |
| +002, | Évry/Viry         | 3  | 2 | 0  | 0 | 1  | 11 | 7  | 7   |
| +003, | Hockey Féminin 74 | 3  | 1 | 0  | 2 | 0  | 7  | 9  | 3   |
| +004, | Occitanie         | 3  | 0 | 0  | 3 | 0  | 6  | 12 | 0   |

- Équipe championne de France